# Ostoja Nadliwiecka
Ostoja Nadliwiecka este o arie protejată (sit de importanță comunitară — SCI) din Polonia întinsă pe o suprafață de 13.622,72 ha, integral pe uscat.

## Localizare
Centrul sitului Ostoja Nadliwiecka este situat la coordonatele 52°22′02″N 21°58′41″E / 52.3673°N 21.978°E.

## Înființare
Situl Ostoja Nadliwiecka a fost declarat sit de importanță comunitară în octombrie 2009 pentru a proteja 1 specie de plante și 17 specii de animale.

## Biodiversitate
Situată în ecoregiunea continentală, aria protejată conține 14 habitate naturale: Lacuri eutrofice naturale cu vegetație de tip Magnopotamion sau Hydrocharition, Râuri cu maluri nămoloase cu vegetație de Chenopodion rubri p.p. și Bidention p.p., Pajiști calcaroase din nisipuri xerice, Pajiști cu Molinia pe soluri calcaroase, turboase sau argilos-nămoloase (Molinion caeruleae), Liziere de ierburi înalte hidrofile de câmpie și de nivel montan până la alpin, Fânețe de joasă altitudine (Alopecurus pratensis, Sanguisorba officinalis), Mlaștini turboase de tranziție și turbării mișcătoare, Mlaștini alcaline, Păduri de stejar și carpen Galio-Carpinetum, Păduri aluvionare cu Alnus glutinosa și Fraxinus excelsior (Alno-Padion, Alnion incanae, Salicion albae), Păduri mixte riverane de Quercus robur, Ulmus laevis și Ulmus minor, Fraxinus excelsior sau Fraxinus angustifolia, de-a lungul marilor râuri (Ulmenion minoris), Păduri central-europene de pin scoțian cu licheni, Vegetație psamofilă uscată cu pășuni deschise de Corynephorus și Agrostis, Ape stătătoare oligotrofe până la mezotrofe, cu vegetație de Littorelletea uniflorae și/sau de Isoëto-Nanojuncetea.
La baza desemnării sitului se află mai multe specii protejate:
- plante (1): Angelica palustris
- amfibieni (2): buhai de baltă cu burta roșie (Bombina bombina), triton cu creastă (Triturus cristatus)
- mamifere (2): castor (Castor fiber), vidră de râu (Lutra lutra)
- nevertebrate (7): Anisus vorticulus, fluturele purpuriu (Lycaena dispar), Lycaena helle, Ophiogomphus cecilia, Unio crassus, Vertigo angustior, Vertigo moulinsiana
- pești (6): zvârluga (Cobitis taenia), zglăvoacă (Cottus gobio), Eudontomyzon mariae, țipar (Misgurnus fossilis), boarță (Rhodeus amarus), dunăriță (Sabanejewia aurata)